# Claude Pourchaux
Claude Pourchaux est un footballeur français né le 1er août 1958 à Château-Regnault-Bogny (Ardennes). Avec 1,92 m pour 82 kg, ce joueur a été gardien de but à Sedan et Troyes.

## Carrière de joueur
- 1977-1978: Troyes Aube Football
- 1983-1984: FCO Charleville
- CO Saint-Dizier
- 1987-1988: A Troyes AC
- 1988-1992: CS Sedan-Ardennes
- 1992-1993: F91 Dudelange  Luxembourg
- 1993-1995: AS La Jeunesse d'Esch  Luxembourg
- 1999-2000: Racing FC Union Luxembourg  Luxembourg

## Palmarès
- Finaliste de la Coupe du Luxembourg 1993 (avec le F91 Dudelange)
- Finaliste de la Coupe du Luxembourg 1995 (avec le AS La Jeunesse d'Esch)
- Surnommé le Clooooud